# 安住敦
安住 敦（あずみ あつし、1907年7月1日 - 1988年7月8日）は、俳人、随筆家。前号・安住あつし。

## 経歴
東京市芝区生まれ。1917年に福島県平町（現・いわき市）に移り磐城中学に入学。1923年、父の事業の失敗のため東京に戻り、立教中学校に転入、1926年卒業。逓信官吏練習所を卒業を経て1928年に逓信省簡易保険局に入所。父の事業の失敗で上級学校に進めなかったことは、俳人として名をなして以降もつねに意識のなかにあったという。
1930年、同僚に誘われて短歌結社「覇王樹」に入会し、短歌を橋田東声に師事。同時期にやはり同僚に誘われ、上司の富安風生が主宰する「若葉」に入会し俳句を風生に師事。以後8年の間短歌と俳句をともに続ける。1935年、「旗艦」に参加し、日野草城に師事、新興俳句運動に関わる。1944年、移動演劇連盟に転職、同年に俳誌「多麻」創刊。7月に応召。
1946年、逓信省に戻るとともに、久保田万太郎を擁して大町糺とともに「春燈」を創刊。万太郎を擁しての「春燈」創刊は敦のたっての願いで、以後編集人として同誌の赤字解消・刊行継続のために孤軍奮闘した。1947年、俳句作家懇話会を結成、また岸風三楼、加倉井秋をらとともに「諷詠派」を創刊。1949年より官業労働研究所に勤務。1961年、俳人協会設立に参加。1963年に万太郎が没し、「春燈」主宰を継承。
1966年、『春夏秋冬帖』で日本エッセイスト・クラブ賞受賞。1972年、句集『午前午後』他で第6回蛇笏賞受賞。1972年、紫綬褒章受章。1982年、俳人協会会長に就任（1987年まで）。1984年より朝日俳壇選者（1986年まで）。1985年、勲四等旭日小綬章受章。1988年7月8日、肺炎により死去。81歳。東京都目黒区祐天寺に埋葬され、七回忌を機に同境内に句碑「てんとむし一兵われの死なざりし」が建てられた。

## 作品
- てんとむし一兵われの死なざりし
- 雁啼くや一つ机に兄いもと
- しぐるるや駅に西口東口
- ランプ売るひとつランプを霧にともし
- 妻がゐて子がゐて孤独いわし雲
- 雪の降る町といふ唄ありし忘れたり

などが代表句。初期に短歌を学んだことで叙情性が涵養された。「旗艦」時代は無季の連作俳句などを作り注目されたが、最初に師事した富安風生の温和さを終生慕い続けた。「春燈」創刊時には「風景のうしろに人間がいなければつまらない」と理念を掲げ、以後市井人の哀歓を叙情的に詠んだ句を作り続けた。

## 著書

### 句集
- 『まづしき饗宴』 旗艦発行所、1940
- 『木馬集』 月曜発行所、1941
- 『古暦』 春燈社、1954
- 『歴日抄』 牧羊社、1965
- 『午前午後』 角川書店、1972
- 『柿の木坂雑唱』 永田書房、1980
- 『柿の木坂雑唱以後』 平凡社、1990
- 『安住敦句集』 五月書房、1975
- 『自選自解安住敦句集』 白凰社、1979
- 『安住敦集』 俳人協会、1980（自註現代俳句シリーズ）
- 『安住敦全句集』 春燈俳句会、2000
- 『柿の木坂だより 安住敦句集』 ふらんす堂、2007

### 随筆
- 『随筆歳時記』 角川新書、1956
- 『橡の木の蔭で』 有楽書房、1962
- 『春夏秋冬帖』 牧羊社、1966
- 『東京歳時記』 読売新聞社、1969
- 『市井暦日』 東京美術、1971（ピルグリム・エッセイシリーズ）
- 『続春夏秋冬帖』 牧羊社、1975
- 『軒端の梅 私の俳句歳時記』 明治書院、1981

### その他
- 『現代の俳句』 通信教育振興会、1948
- 『中学生のための俳句教室』 宝文館、1956
- 『俳句への招待』 文化出版局、1973
- 『鑑賞俳句歳時記・冬の俳句』 明治書院、1973
- 『新撰俳句歳時記・冬』 明治書院、1976
- 『季寄せ』 大野林火共編 明治書院、1977
- 『TOKYO』 講談社インターナショナル、1982
- 『雪・月・花・ほととぎす』 宝文館出版、2001（「中学生のための俳句教室」改訂新版）

## その他
- NHKドラマ『鳥帰る』 - 俳句作品提供

## 関連文献
- 『安住敦の世界』成瀬桜桃子編、梅里書房、1994（昭和俳句文学アルバム）
- 『俳人 安住敦』西嶋あさこ、白鳳社、2001